# Puerto de Peñíscola

Contraseña de la provincia marítima de Castellón a la que pertenece.

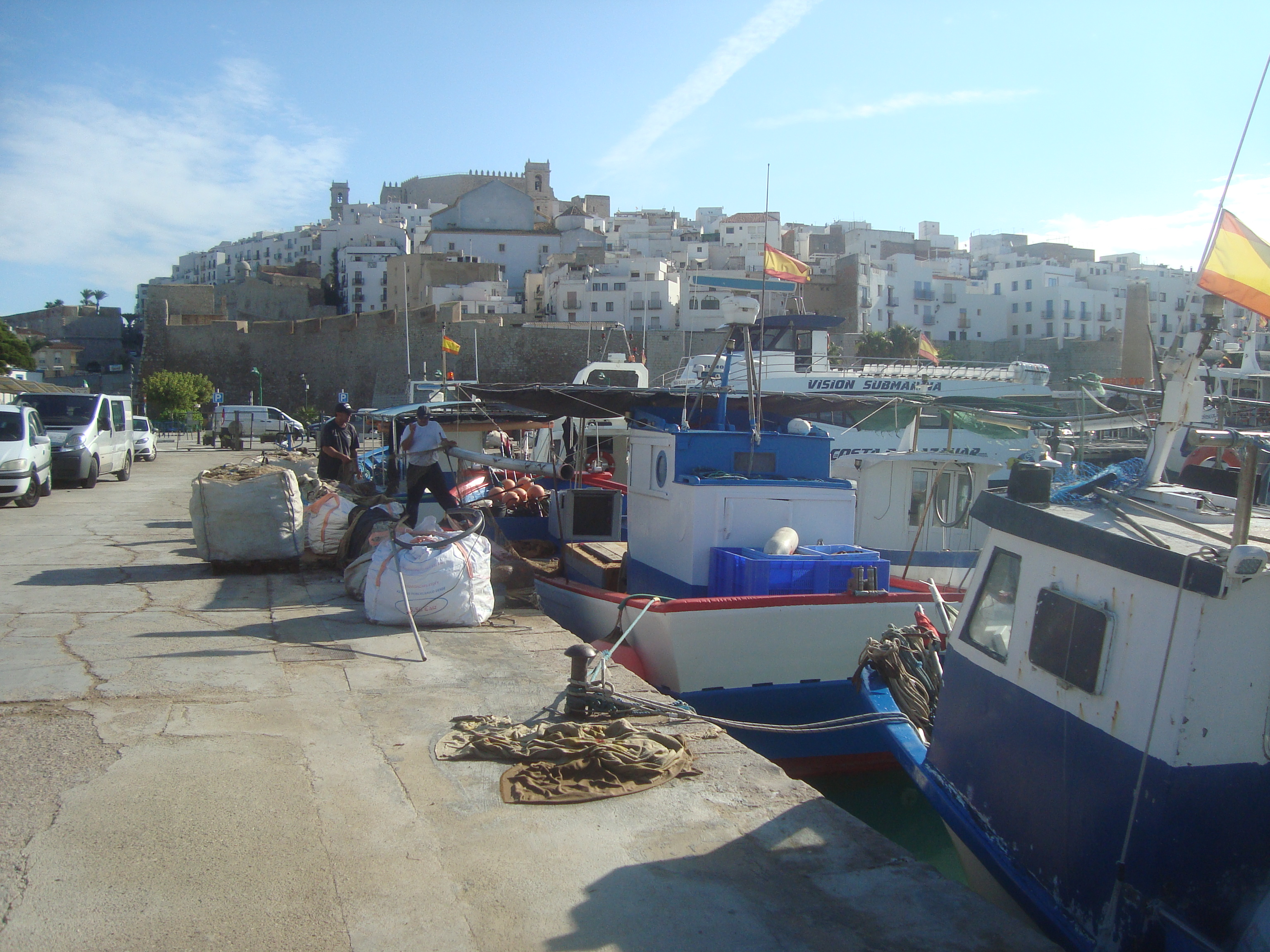
Puerto pesquero de Peñíscola (Castellón).

El Puerto de Peñiscola se sitúa en el municipio de Peñiscola, en la provincia de Castellón (España). Cuenta con 75 amarres, para una eslora máxima permitida de 20 m, siendo su calado en bocana de 4 m.

## Instalaciones
Servicios de Grúa,Gasolinera, Zona de Puerto Seco para Invernar Embarcaciones, Servicios de Remolcaje de Barcos hasta 6 millas náuticas, estación náutica benicarlo peñiscola.

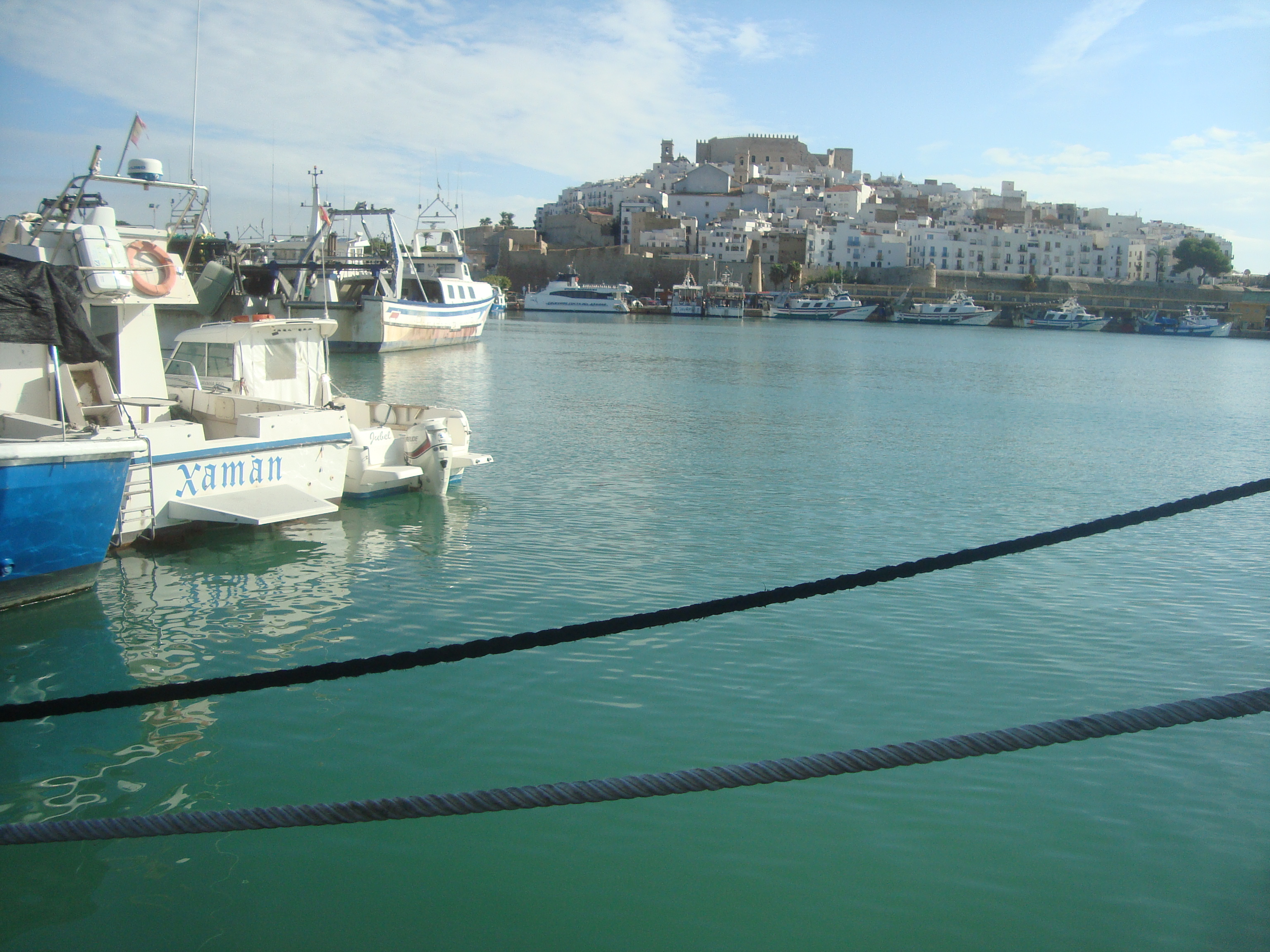
Puerto marítimo de Peñíscola (Castellón).

## Distancias a puertos cercanos
- Puerto Deportivo de Benicarló 3,8 mn
- Puerto Deportivo Las Fuentes 8,6 mn
- Club Náutico de Castellón 30 mn

## Actividad deportiva
Existen tres modalidades deportivas: Pesca, Vela y Kayak de Mar